# Jagwar Twin
Jagwar Twin, також відомий як Рой Інгліш (англ. Roy English), справжнє ім'я Брендон Рой Вронскі (англ. Brandon Roy Wronski) — американський співак, автор пісень та продюсер.

## Біографія
Брендон Рой Вронскі народився 22 травня 1988 року в Лос-Анджелесі, Каліфорнія, США. Його музична кар'єра розпочалася в середині 2000-х років, коли він грав у гурті Dead Letter Diaries. 2006 року він пішов з гурту разом з іншим музикантом Кемероном Троубріджем, і разом вони заснували новий колектив Eye Alaska, в якому Вронскі був не лише співаком та музикантом, але й писав пісні та продюсував їх. Гурт існував протягом декількох років, випустивши на лейблі Fearless Records мініальбом Yellow & Elephant (2008) та альбом Genesis Underground (2009), аж доки 2011 року не розпався.
Після знайомства з продюсером Джеффом Баскером 2012 року Вронскі вирішив розпочати сольну кар'єру, взявши псевдонім Рой Інгліш. 2013 року він підписав контракт з лейблом Lava Records, проте через рік його було розірвано, не випустивши жодної пісні. Натомість Інгліш почав співпрацювати із компанією Sony/ATV Music як продюсер та сольний виконавець. Зокрема, 2014 року він продюсував сингл Лани Дель Рей «I Can Fly», а 2015 року видав перший власний сингл «Julianne», а також заспівав у хітових танцювальних композиціях «Cool» діджея Alesso та «Tongue Tied July» Майкла Брана. 2016 року Інгліш видав свій перший мініальбом I'm Not Here, Pt. 1, після чого випустив ще декілька синглів, зокрема «Hotel Pools 01101001», а також взяв участь у концертному турне на розігріві в поп-рок гурту 5 Seconds of Summer.
2018 року музикант започаткував новий сольний проєкт, що отримав назву Jagwar Twin. Першим синглом стала пісня «Loser», яка згодом увійшла до дебютного альбому Subject to Flooding, що вийшов 2019 року. Стилістично творчість проєкту поєднувала попмузику, ритм-енд-блюз, хіп-хоп і навіть госпел. Друга платівка Jagwar Twin під назвою 33 вийшла 2022 року, та містила сингли «Happy Face», «I Like to Party» та «Down to You». Наприкінці 2023 року музикант видав сингл «Bad Feeling (Oompa Loompa)», який містив перероблену мелодію з фільму «Віллі Вонка і шоколадна фабрика» 1971 року, та був опублікований одночасно із виходом в прокат стрічки «Вонка». В травні 2024 року Jagwar Twin вирушив у концертне турне Європою на розігріві у гурту 30 Seconds to Mars.

## Дискографія
Альбоми
- 2018 — Subject to Flooding
- 2022 — 33[5]

Сингли та мініальбоми
- 2019 — «Loser»
- 2019 — «Long Time Coming»
- 2020 — «Shine»
- 2020 — «Happy Face»
- 2021 — «Down to You»
- 2021 — «I Like to Party»
- 2023 — «The Circle: The Great Jagwar Myth» (EP)
- 2023 — «Great Time To Be Human»
- 2023 — «All My Friends»
- 2023 — «Good Time»
- 2023 — «life is good»
- 2023 — «Bad Feeling (Oompa Loompa)»[6]